# Miskolci VSC
A Miskolci Vasutas Sport Club (MVSC) egy sportegyesület Miskolcon. A másik nagy hagyományú miskolci sportklub a Diósgyőri VTK.

## Története
A vasutas fiatalok Miskolcon, 1911. december 9-én a MÁV-műhelyi étteremben határozták el önálló sportegyesület létrehozását. A Miskolci Napló című helyi lap tájékoztatott az eseményről és jelezte, hogy a labdarúgáson kívül további sportágak bevezetését és elterjesztését is célul tűzték ki. A könyvtári kutatásokból előkerült jegyzőkönyv tanúsága szerint az egyesület címe: „Miskolczi Vasutas Sport Club” volt, Miskolc székhellyel, és a sötétpirost jelölték a klub színeként. Ezt később zöld-fehérre változtatták.
Az alapítás óta eltelt évtizedek során sok kitűnő sportoló, sportvezető, edző ténykedett az eredmények gyarapításában. A politikai, társadalmi változások az egyesületet sem kerülték el, egy ideig működésében is akadályozták, de a második világháború utolsó hónapjaiban újraalakították. A múlt század második felében olimpikont is adott, a nyolcvanas évek elején világbajnoki sikernek örvendezhetett a klub közönsége. A labdarúgócsapat egy évig az élvonalban játszott, a női kézilabdázók a megyében elsőként országos csapatbajnokságot szereztek. A röplabda szakágban mindkét nem képviselői ott voltak a legjobbak pontvadászatában.
A Miskolci VSC szakosztályai közül először, az alapítással egy időben a labdarúgó szakosztály alakult meg, amit egy évvel később az atlétikai szakosztály követett. Ezután a birkózó, az úszó, a céllövő, a tenisz és az ökölvívó szakosztály alakult meg. Az evezősök 1934-ben, a kerékpárosok és a és tornászok 1935-ben alakítottak szakosztályt. A klub fontos és sikeres sportága a dzsúdó. A 2018-ban induló HFL-szezonban a stadionban játssza hazai mérkőzéseit a Miskolc Steelers amerikaifutball-csapat is.

## Miskolc Város Vasutas Sporttelepei

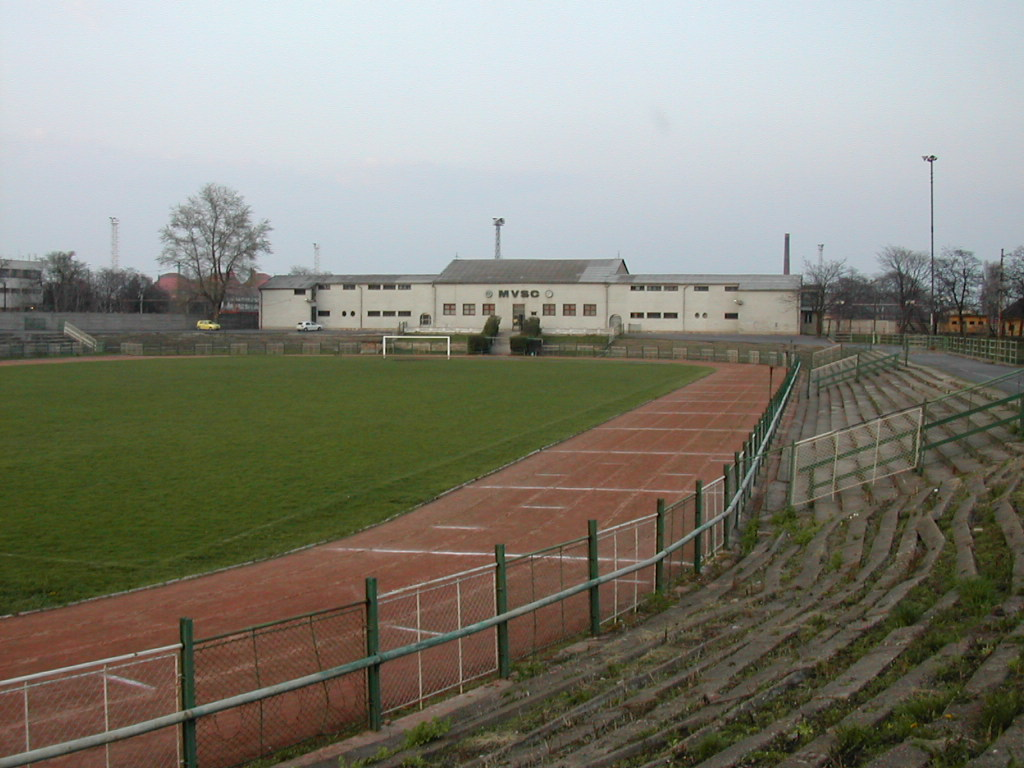
A Kubik

A múlt század második felében a Tiszavidéki Vasúttársaság nagyarányú vasútépítési munkálatokat végzett Miskolcon. Az építkezéshez szükséges téglát a mai Tiszai pályaudvar melletti területről kitermelt agyagból gyártották – hatalmas agyaggödröt, úgynevezett „kubikgödröt” hagyva maguk után. Később, a már a századforduló után épülő két vasúti híd felüljáróihoz is innen hordták a földet, ezzel tovább növelték a gödör méretét.
A MÁV igazgatóságának hathatós támogatásával a régi pálya területén 1931-ben megépítették a most is létező sporttelepet (80 méternyi betontribün, hat teniszpálya, céllövő pálya, futballpálya, 400 méteres futópálya). Később a teniszpálya területén telente korcsolyapályát létesítettek, amely a téli estéken zsúfolásig megtelt.
A labdarúgók NB I-be kerülésének évében (1958) nagyarányú korszerűsítésre került sor. Betonaljakból 2961 méter hosszú körlépcsőt építettek, három melléképületet emeltek, 22 000 fősre bővítették a nézőtér befogadó képességét. A hivatalos műszaki átadásra 1959. január 17-én került sor. Az előbbiek mellett röplabda- és kézilabda-kispályák épültek, bitumenborításuk 1982-ben készült el. Az épületkomplexumban két korszerű tornacsarnokot és kajak-kenu tanmedencét létesítettek a sportolók versenyekre való felkészülési lehetőségének biztosítására.
A DVTK-stadion lebontása után az ott felszabaduló lelátó elemek a Kubikba kerültek. Az átépített, felújított stadiont 2018-ban adták át. A futballpálya vízelvezetéssel ellátott gyepszőnyeget kapott, lelátóján több mint 2000 ülőhelyet alakítottak ki és villanyvilágítással látták el. A labdarúgópálya körül 400 méteres salakos futópálya helyezkedik el, és korszerű dzsúdócsarnokot is kialakítottak.

## Kronológia

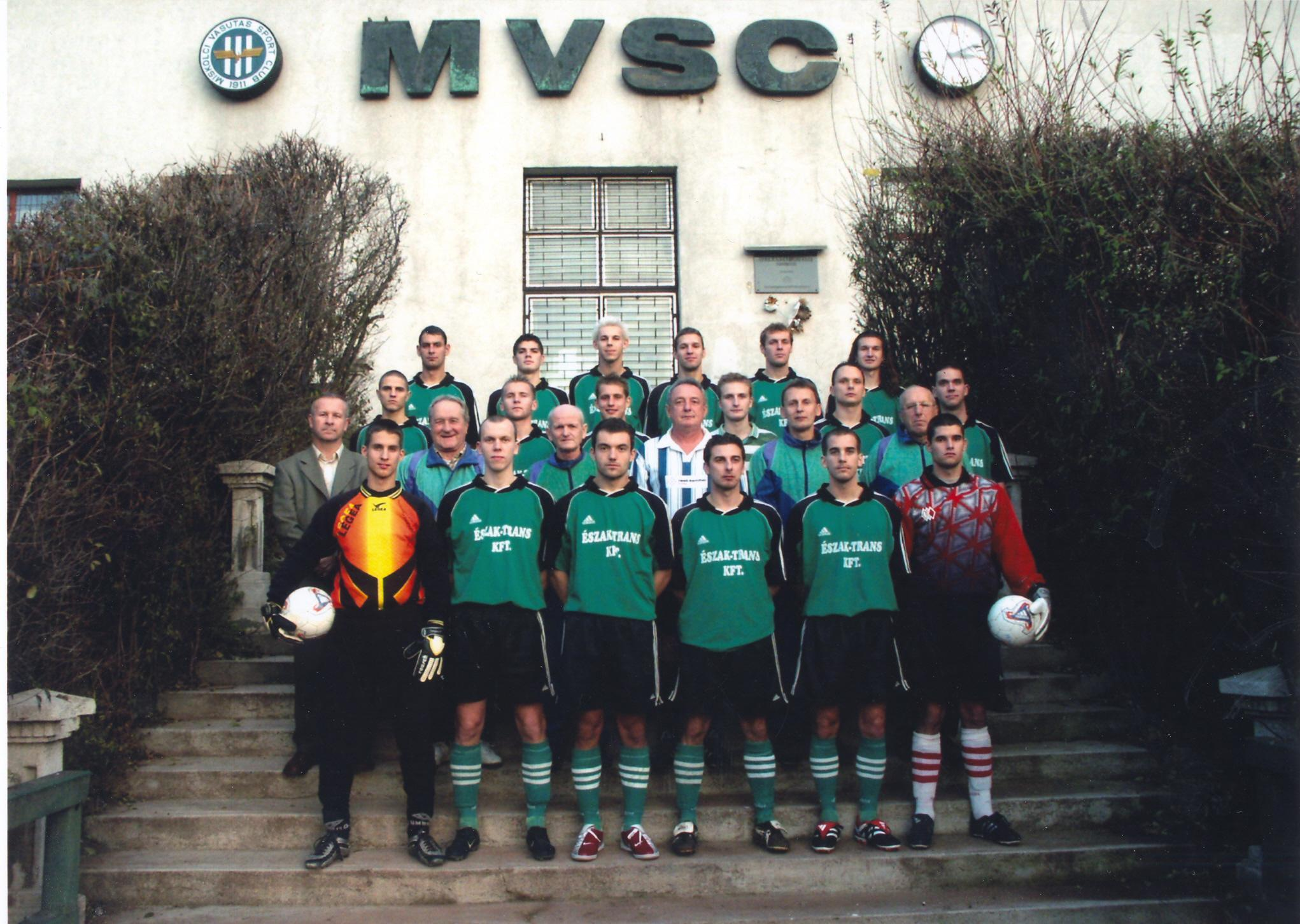
2003/2004-es Bajnokcsapat

- 1911. december 9.: Az egyesület megalakul
- 1914. július 28.: Az első világháború miatt félbeszakad a klub működése
- 1926. június 13.: Országos labdarúgó-döntő a Ferencváros ellen, a fővárosiak 4:0 arányú győzelmével
- 1926. július 4.: A Sajó-parti sporttelep ünnepélyes átadása
- 1949. február 16.: A klub neve Miskolci Lokomotívra változott
- 1952. július: Apró József a helsinki olimpián 3000 méteres akadályfutásban indult
- 1957. januártól újra MVSC a klub neve
- 1958. május 18.: első városi rangadó a férfi kézilabda élvonalban: 10:9-es MVSC vezetésnél félbeszakadt a Diósgyőri VTK elleni mérkőzés
- 1958. augusztus 31.: a labdarúgócsapat bemutatkozása az élvonalban, a Szombathely elleni 3:0 arányú győzelemmel
- 1958. szeptember 3.: városi rangadó a Diósgyőri VTK ellen: gól nélküli döntetlen
- 1959: Búcsú az élvonaltól: MVSC–Dorog 2:1.
- 1968: Géra Imre, kerékpározás, mexikói olimpia
- 1980: Csathó Tamás, olimpia, kerékpár
- 1986: Ünnepi közgyűlés a klub alakulásának 75. évfordulója alkalmából
- 1992: Király Anita olimpiai szereplése Barcelonában
- 1996: Kunyik Zsolt cselgáncsozó, olimpia
- 1998: Megalakul a Green Devils lelkes vasút szurkolók csoportja
- 1999: Illyés Miklós cselgáncsozó vb ötödik hely
- 2000: Illyés Miklós, sydney olimpia
- 2002: Az MVSC női röplabdacsapata kiharcolta az extraligás tagságot
- 2003: Universidade aranyérmet szerzett Kosztolánczy György, az MVSC cselgáncsozója
- 2004: Röplabda: kupadöntő Miskolcon, az MVSC 4. helyezett lett
- 2004: Foci: a megyei I. osztály megnyerése
- 2005: Röplabda: a vasút újra bekerült a Magyar Kupa legjobb négy csapata közé
- 2005: Foci: a csapat nagy küzdelmek ellenére kiesett az NB III-ból
- 2018: Megújult a Kubik

A csapat népszerűsége sokat csökkent az elmúlt évek alsó osztályú szereplése miatt, de mindig is tradicionális miskolci csapat marad.

## Híres játékosok
* a félkövérrel írt játékosok rendelkeznek felnőtt válogatottsággal.
- Károlyi József